# チゴハヤブサ
チゴハヤブサ（稚児隼、学名：Falco subbuteo）は、ハヤブサ目ハヤブサ科ハヤブサ属に分類される鳥類の一種である。
ハヤブサ属の模式種。

## 分布
アフリカ大陸、ユーラシア大陸
ユーラシア大陸北部やアフリカ大陸北部で繁殖し、冬季になるとユーラシア大陸南部やアフリカ大陸で越冬する。
日本では北海道と東北地方北部に夏鳥として渡来、繁殖するが、数は多くない。本州中部以南では冬季に越冬する個体もいる。また、渡りの時期には、南方へ渡る途中の個体が観察される。

## 形態
全長オス31cm、メス35cm。ハヤブサよりも小型であることが和名の由来だと思われる。（稚児は子供や幼児の意）背面や翼の上部の羽毛は青味がかった灰色。眉間、咽頭部から頚部側面、腹面の羽毛は白く、胸部から腹面にかけて黒い縦縞が入る。頭部の羽毛は黒く、眼の周囲の羽毛は黄色い。翼は長く先がとがっており、静止時の初列風切羽は尾羽よりも長くなる。雌雄同色である。
幼鳥では下腹部は白いが、成長に伴い赤味を帯びる。

## 生態
平地から山地にかけての森林、草原、農耕地等の比較的開けた場所に生息する。単独かつがいで生活する。
食性は動物食で大型の昆虫類や小型鳥類、コウモリ等を食べる。飛翔しながら獲物を捕らえる。捕らえた獲物は、一定の食事場所へ運んでから食べる。
繁殖形態は卵生で、樹上に木の枝を組み合わせた皿状の巣を作るが、カラス科の構成種や小型のタカ類の古巣を用いることも多い。日本では5月から6月に1回に2-3個の卵を産む。主にメスが抱卵を行い、その間オスは狩りを行う。抱卵日数は約28日、巣立ちまでの日数は約30日。その後30-40日で親から独立する。成熟するまでに2年かかる。

## 亜種
2亜種に分類される。

## ギャラリー

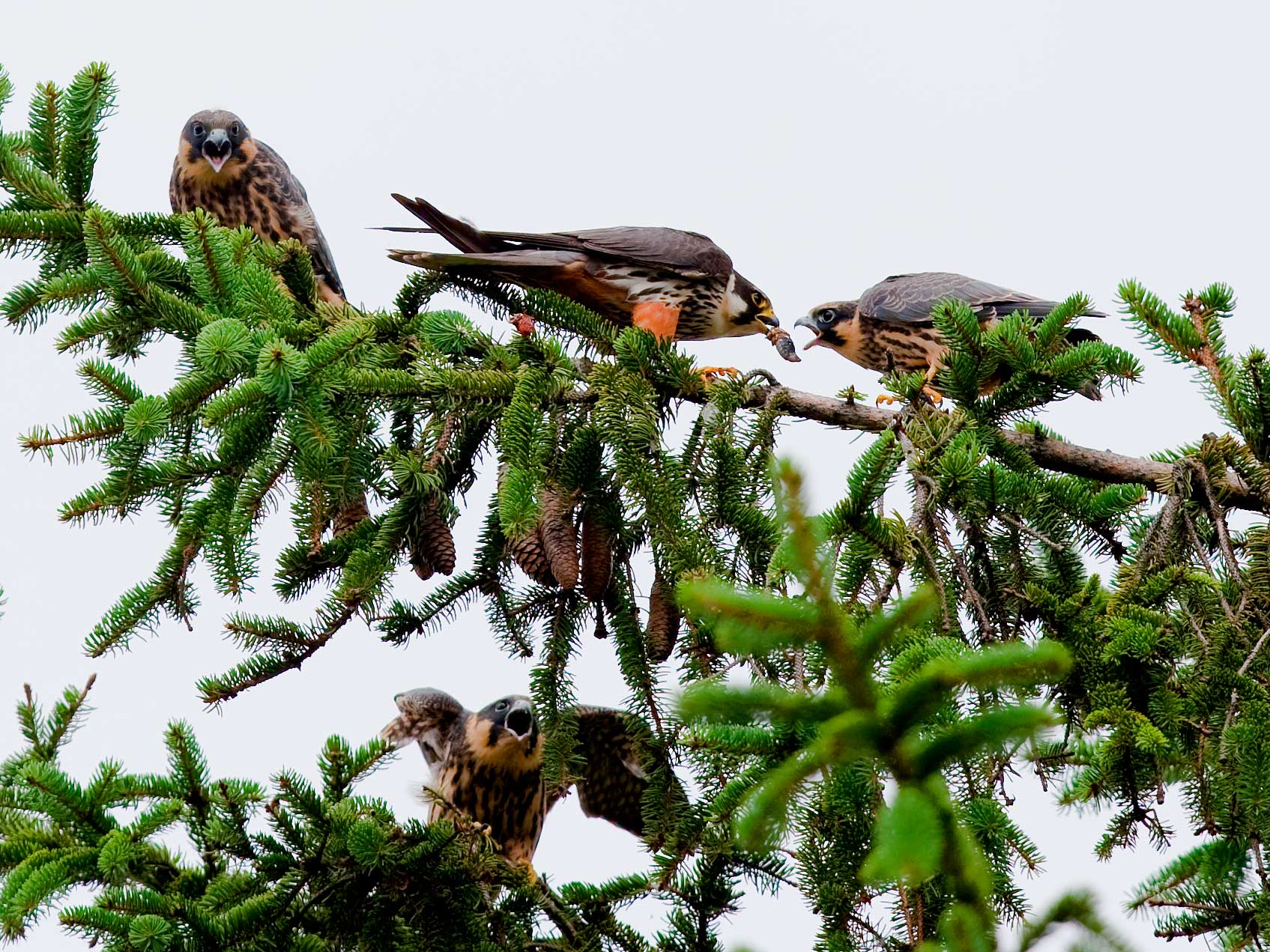
親子
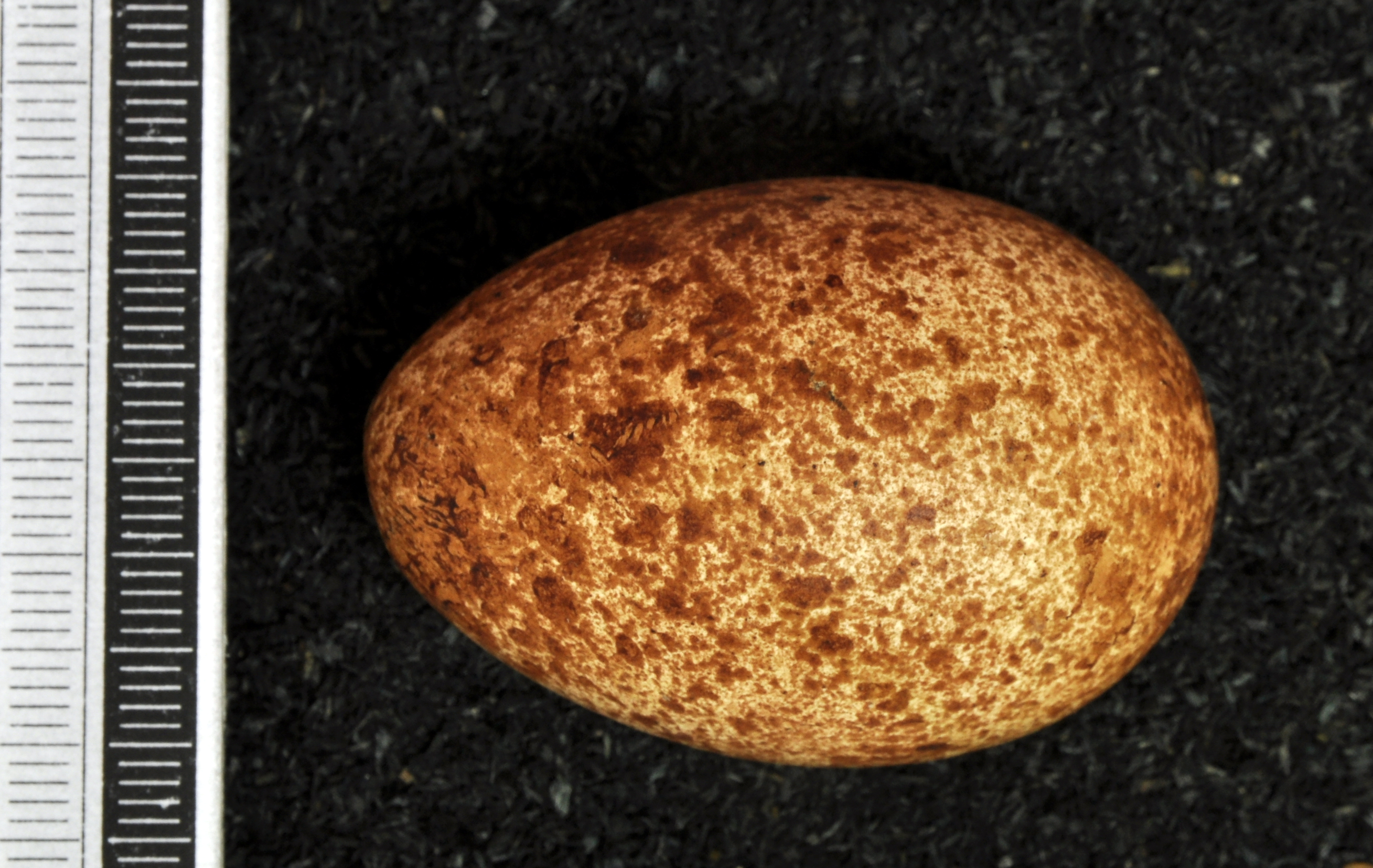
卵
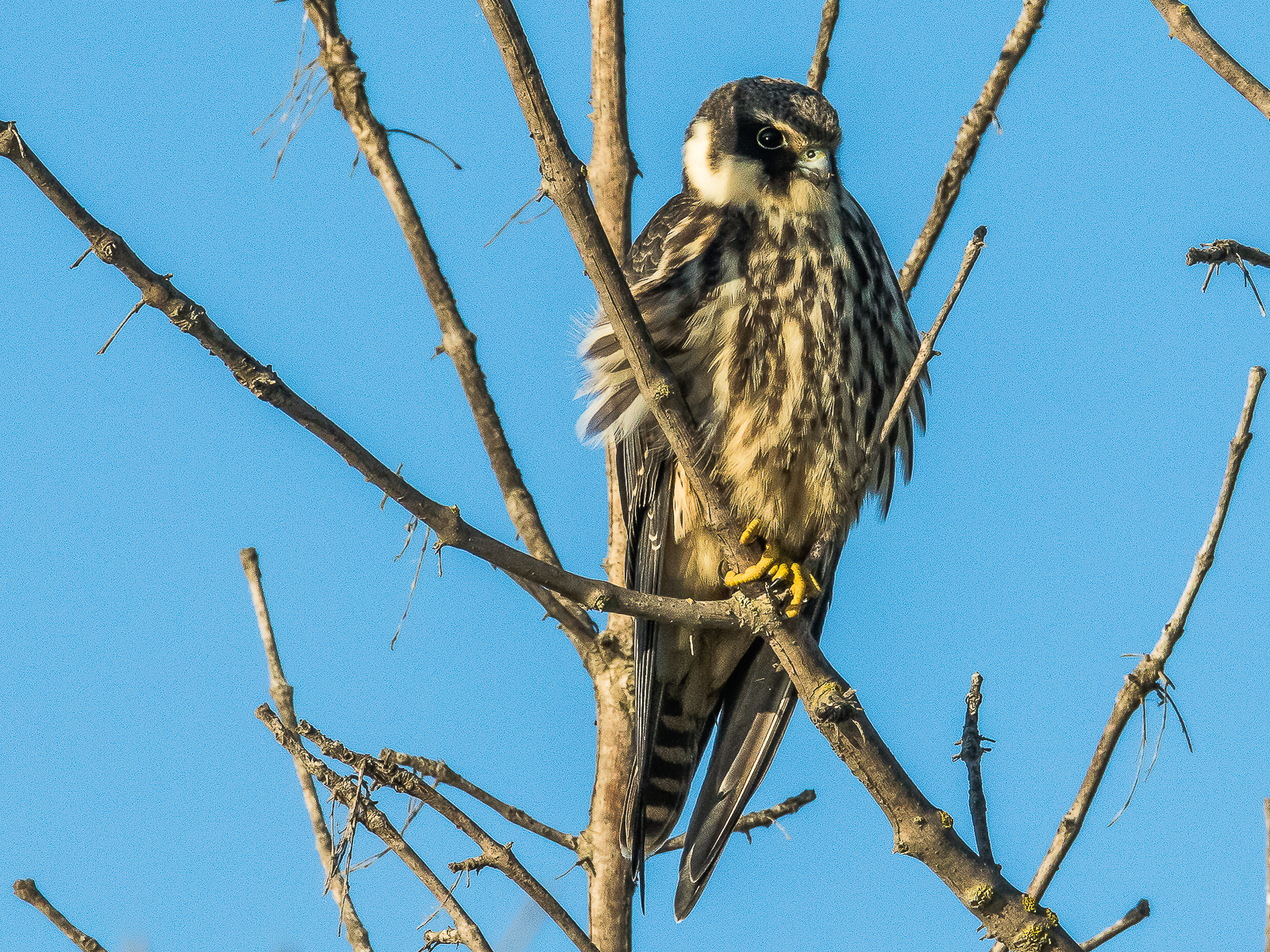
幼鳥
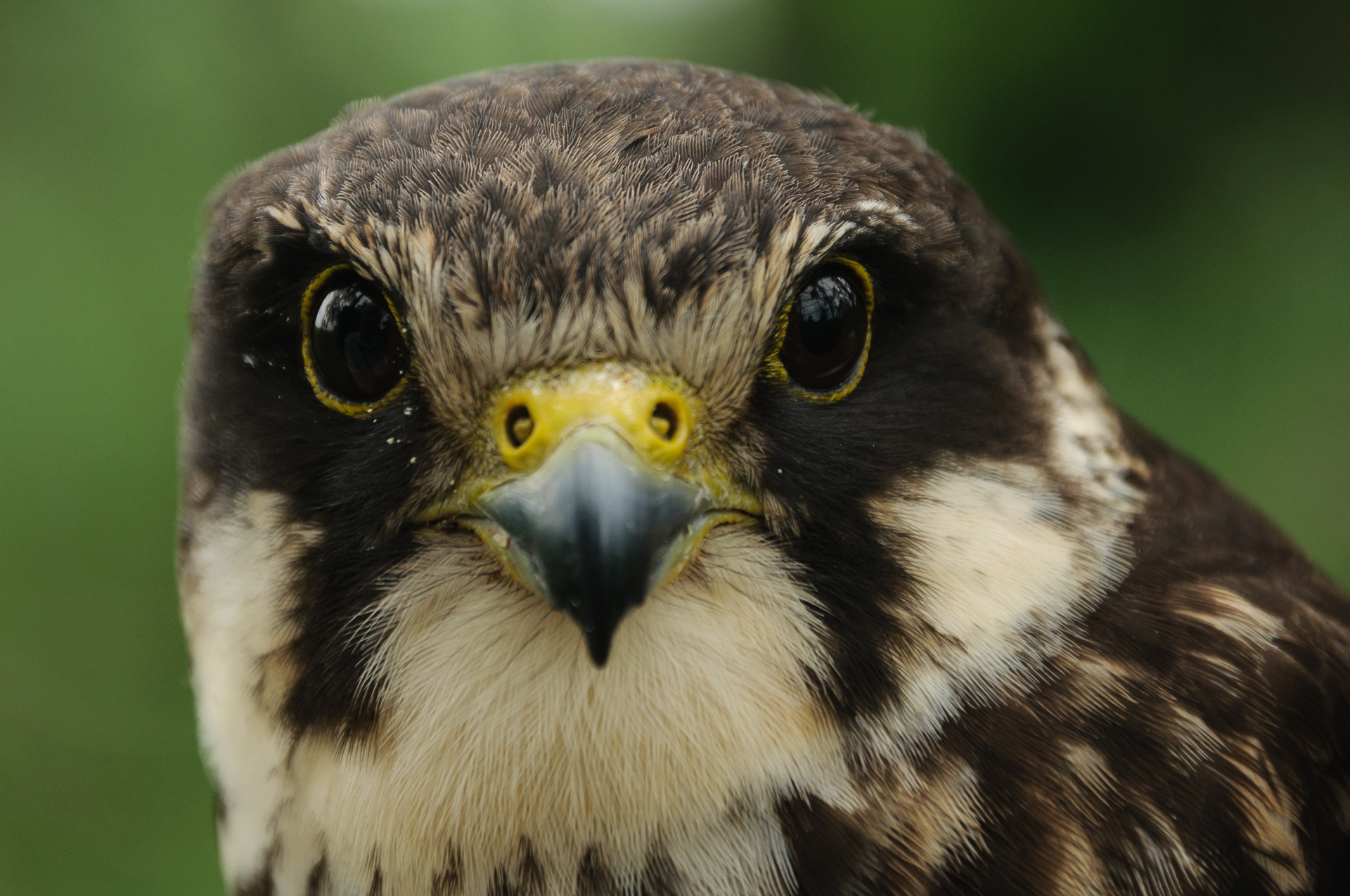
頭部
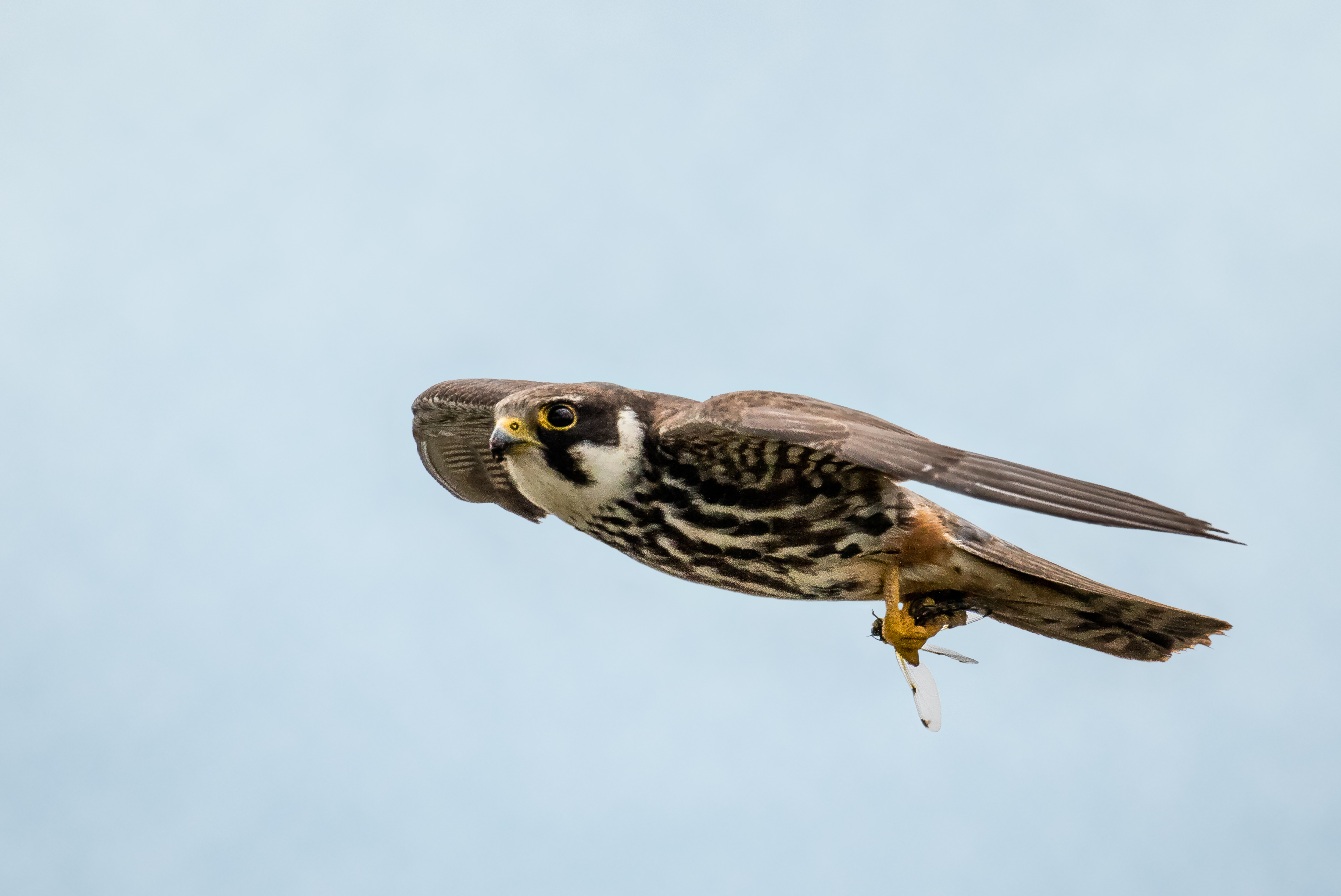
トンボを捕らえたチゴハヤブサ